# قائمة المواضيع المتعلقة بالتباديل
تضم هذه اللائحة المواضيع المتعلقة بالتبديلات الرياضية.

## أنواع خاصة من التبديلات
- تبديل متناوب
- انتقال دوراني
- دورة (رياضيات)
- تبديل دائري
- تبديل فعلي  [لغات أخرى]‏
- تبديلات زوجية وتبديلات فردية. انظر إلى زوجية تبديل ما
- Josephus تبديل
- تبديل قابل للعزل
- تبديل ستيرلينغ
- Superpattern
- تبديل دائري
- Unpredictable permutation

## Combinatorics of permutations
- دالة تقابلية
- توفيق
- Costas array
- Cycle index
- تبديل
- Cycles and fixed points
- Cyclic order
- Direct sum of permutations
- Enumerations of specific permutation classes
- عاملي
  - Falling factorial
- مصفوفة تبديلية
  - Generalized permutation matrix
- Inversion (discrete mathematics)
- Major index
- Ménage problem
- Permutation graph
- Permutation pattern
- Permutation polynomial
- متعدد وجوه تبديلي  [لغات أخرى]‏
- Rencontres numbers
- Robinson–Schensted correspondence
- Skew sum of permutations
- Sum of permutations:
  - Direct sum of permutations
  - Skew sum of permutations
- Stanley–Wilf conjecture
- دالة تماثلية
- Szymanski's conjecture
- Twelvefold way

## زمر التبديلات وبنى جبرية أخرى

### الزمر
- زمرة متناوبة
- Automorphisms of the symmetric and alternating groups
- Block (permutation نظرية الزمر)
- مبرهنة كايلي
- Cycle index
- زمرة فروبنيوس
- زمرة غالوا لمتعددة حدود
- Jucys–Murphy element
- دالة لاندو
- زمرة تبديلات
- O'Nan–Scott مبرهنة
- Parker vector
- زمرة تبديلات
- Primitive permutation group
- Rank 3 permutation group
- Representation theory of the symmetric group
- Schreier vector
- Strong generating set
- زمرة متماثلة
- Symmetric inverse semigroup
- Weak order of permutations
- جداء اكليلي  [لغات أخرى]‏
- Young symmetrizer
- Zassenhaus group
- Zolotarev's lemma

### بنى جبرية أخرى
- حلقة بورنسايد

## Mathematics applicable to physical sciences
- Antisymmetrizer
- جسيمات متماثلة
- Levi-Civita symbol

## نظرية الأعداد
- عدد أولي قابل للتبديل

## Algorithms and information processing
- Bit-reversal permutation
- Claw-free permutation
- Heap's algorithm
- Permutation automaton
- Schreier vector
- خوارزمية ترتيب
- Sorting network
- Substitution-permutation network
- Steinhaus–Johnson–Trotter algorithm
- Tompkins–Paige algorithm

### علم التعمية
- Permutation cipher
- تعمية استبدال
- معمي المناقلة

## Probability, stochastic processes, and statistics
- Ewens' sampling formula
- Fisher–Yates shuffle
- Order statistic
- Rankit
- Resampling (statistics)

### تبديلات عشوائية
- Golomb–Dickman constant
- Random permutation
- Random permutation statistics

## الموسيقى
- Change ringing
- Method ringing
- Permutation (music)

## الألعاب
- Faro shuffle
- أحجية 15
- Shuffling